# 죽어도 그대 품에
죽어도 그대 품에는 1969년 공개된 대한민국의 영화이다.

## 배역
- 신성일
- 윤정희
- 박노식
- 김창숙